# Spokane megye
Spokane megye az Amerikai Egyesült Államokban, azon belül Washington államban található. Megyeszékhelye és legnagyobb városa Spokane. Lakosainak száma 539 339 fő (2020. április 1.).

## Szomszédos megyék
- Stevens megye (északnyugat)
- Pend Oreille megye (észak)
- Bonner megye (északkelet)
- Kootenai megye (kelet)
- Benewah megye (délkelet)
- Whitman megye (dél)
- Lincoln megye (nyugat)

## Népesség
A megye népességének változása:
| Lakosok száma | 472 040 | 473 529 | 475 957 | 479 398 | 490 945 | 539 339 |
|               | 2010    | 2011    | 2012    | 2013    | 2015    | 2020    |